# Miren Ibarguren
Miren Ibarguren Agudo (ur. 10 grudnia 1980 w San Sebastián) – hiszpańska aktorka. Swoją karierę rozpoczęła w serialu Goenkale. Wystąpiła w wielu sitcomach i jest znana z ról w serialach A tortas con la vida i Aída.

## Filmografia

### Filmy
| Rok  | Tytuł                    | Rola     |
| ---- | ------------------------ | -------- |
| 2007 | 13 róż                   | Joaquina |
| 2009 | Burbuja                  | Marga    |
| 2010 | Una hora más en Canarias | Elena    |

### Telewizja
| Rok       | Tytuł                | Rola                 |
| --------- | -------------------- | -------------------- |
| 2003      | Goenkale             | pokojóka Marii       |
| 2005-2006 | A tortas con la vida | Paula                |
| 2008      | Aída                 | Soraya García García |